# Vanilla methonica

Vanilla methonica es una especie de orquídea. Son plantas clorofiladas de raíces aéreas; semillas crustosas, sin alas; e inflorescencias de flores de colores pálidos que nacen en sucesión, de racimos laterales.  Se encuentra en Colombia y países vecinos.

## Requerimientos para cultivarla
Es una especie netamente tropical, prospera con temperaturas entre 20 y 30 °C. Las precipitaciones deben ser abundantes y bien distribuidas, aunque una disminución de éstas le son convenientes en el inicio de la floración y de la madurez de los frutos. Una sombra ligera, alrededor del 50%, favorece el crecimiento. La iluminación intensa reduce el crecimiento y favorece el amarillento de las hojas. Le son favorable los suelos sueltos, con buen drenaje.